# Friedrich Flöring
Friedrich Wilhelm August Flöring (* 4. November 1859 in Darmstadt; † 20. Juni 1941 ebenda) war ein deutscher evangelischer Theologe und Abgeordneter.

## Leben
Friedrich Flöring war der Sohn des Färbereibesitzers Friedrich Flöring und dessen Ehefrau Sophie geborene Heberer (1817–1901), der Witwe des Färbermeisters Anton Hofmann in Rödelheim. Er heiratete am 18. August 1892 in Darmstadt Marie Sophie Luise Antonie geborene Koeniger (1861–1915), die Tochter des Hauptmanns Hermann Friedrich Karl Julius Georg Heinrich Ludwig Koeniger. Die gemeinsame Tochter Marie (1896–1987) heiratete 1929 den Architekten und Regierungsbaumeister Wilhelm Pfuhl (1893–1943) und nach der Scheidung am 3. April 1934 den Darmstädter Dramaturgen Hans-Joachim Weitz.
Er studierte ab 1880 an der Universität Gießen Theologie und wurde dort 1883 zum Dr. phil. promoviert. 1883 bis 1884 war er Vikar in Kettenheim und provisorischer Religionslehrer am Lehrerseminar Alzey. 1884 bis 1885 war er Vikar in Bickenbach, 1885 bis 1893 Pfarrer in Darmstadt und 1893 bis 1900 ordentlicher Professor der Theologie am Predigerseminar Friedberg und dort Pfarrer.
1901 bis 1922 war er als Oberkonsistorialrat Mitglied im Oberkonsistorium der Evangelischen Landeskirche Hessen und 1922 bis 1929 als Oberkirchenrat in der Nachfolgebehörde, dem Landeskirchenamt. Auch war er Superintendent der Provinz Starkenburg und 1907 bis 1914 Prälat. Das war der Titel desjenigen, der die Evangelische Landeskirche in Hessen in der Ersten Kammer der Landstände vertrat. 1914 wurde er mit dem Titel eines Geheimrats geehrt. Im gleichen Jahr schied er auf eigenen Wunsch aus dem Amt des Prälaten aus und wurde 1929 pensioniert.